# Convento di Chiara d'Assisi

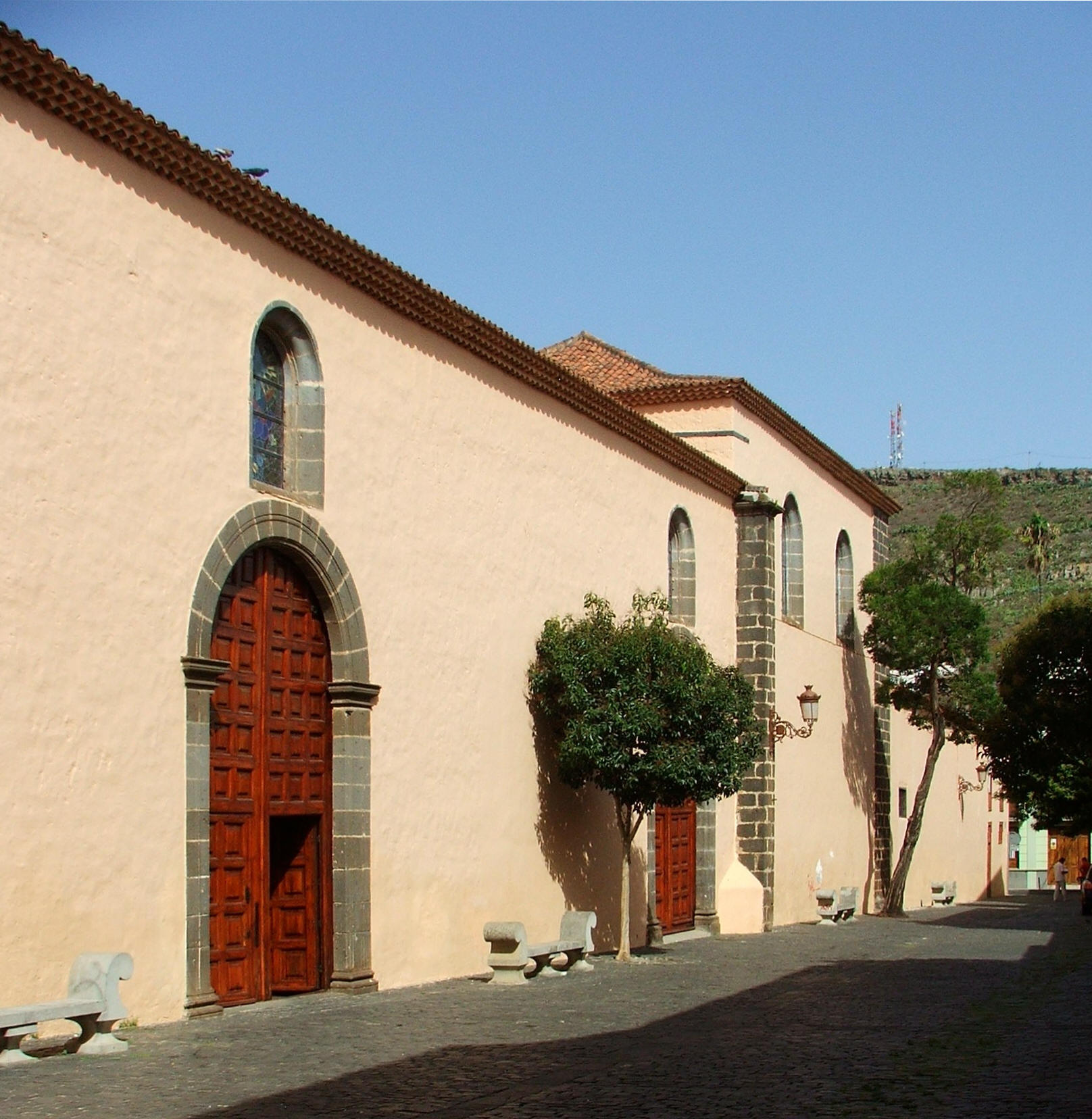
Convento di Santa Chiara d'Assisi

Il convento di Santa Chiara d'Assisi è un monastero francescano che si trova nella città di San Cristóbal de La Laguna, sull'isola di Tenerife (Isole Canarie, Spagna).
Originariamente fondato con il nome di San Giovanni Battista nel 1547, fu il primo convento femminile nelle Isole Canarie.
L'attuale edificio fu costruito nel 1577, ma fu in gran parte ricostruita nel XVIII secolo dopo un grande incendio.
La chiesa è a navata unica, con soffitto a cassettoni dorato che reca al centro un rilievo scolpito raffigurante san Francesco d'Assisi e santa Chiara d'Assisi.
Il convento è stato dichiarato "interesse culturale" delle Isole Canarie nel 1978.